# Disk-Validator
Der Disk-Validator ist ein von Commodore für die Standard-Dateisysteme des AmigaOS entwickeltes Programm. Es wird dynamisch von Diskette geladen und automatisch ausgeführt, falls ein Datenträger eingelegt wurde, dessen Dateisystem sich in einem nicht-konsistenten Zustand befindet. Der Disk-Validator überprüft dann vollautomatisch den Datenträger und baut den sogenannten Bitmap-Block neu auf, der über belegte und freie Blöcke Auskunft gibt. Diese Funktion ist erforderlich, da es sich bei den Standarddateisystemen des Amigas nicht um Journaling-Dateisysteme handelt. Diese Aufgabe des Disk-Validators entspricht der des Unix-Programms fsck.

## Funktion und Integration
Bis zur Kickstart-Version 1.3 ist der Disk-Validator als ausführbares Programm im Verzeichnis L einer Diskette bzw. Festplatte zu finden (L:Disk-Validator). Er hat bis einschließlich Kickstart-Version 1.3 eine Dateilänge von 1848 Bytes. Seit der Kickstart-Version 2.0 ist der Disk-Validator im Kickstart-ROM integriert, was die automatische Ausführung bei Bedarf ermöglicht.

## Sicherheit und Virenanfälligkeit
Einige ältere Amiga-Viren machten sich die automatische Ausführung des Disk-Validators zu Nutze, um sich zu verbreiten. Sie markierten den Rootblock der Wirtsdiskette als nicht validiert und überschrieben den originalen Disk-Validator mit dem Viruscode. Bei Einlegen einer infizierten Diskette überprüft das Betriebssystem den Rootblock. Da das Dateisystem als nicht validiert gekennzeichnet war, wurde der darauf befindliche Disk-Validator geladen und ausgeführt; hierbei handelte es sich jedoch um das Virus. Solche Viren waren nur bis einschließlich Kickstart-Version 1.3 funktionsfähig.